# Виліт 19

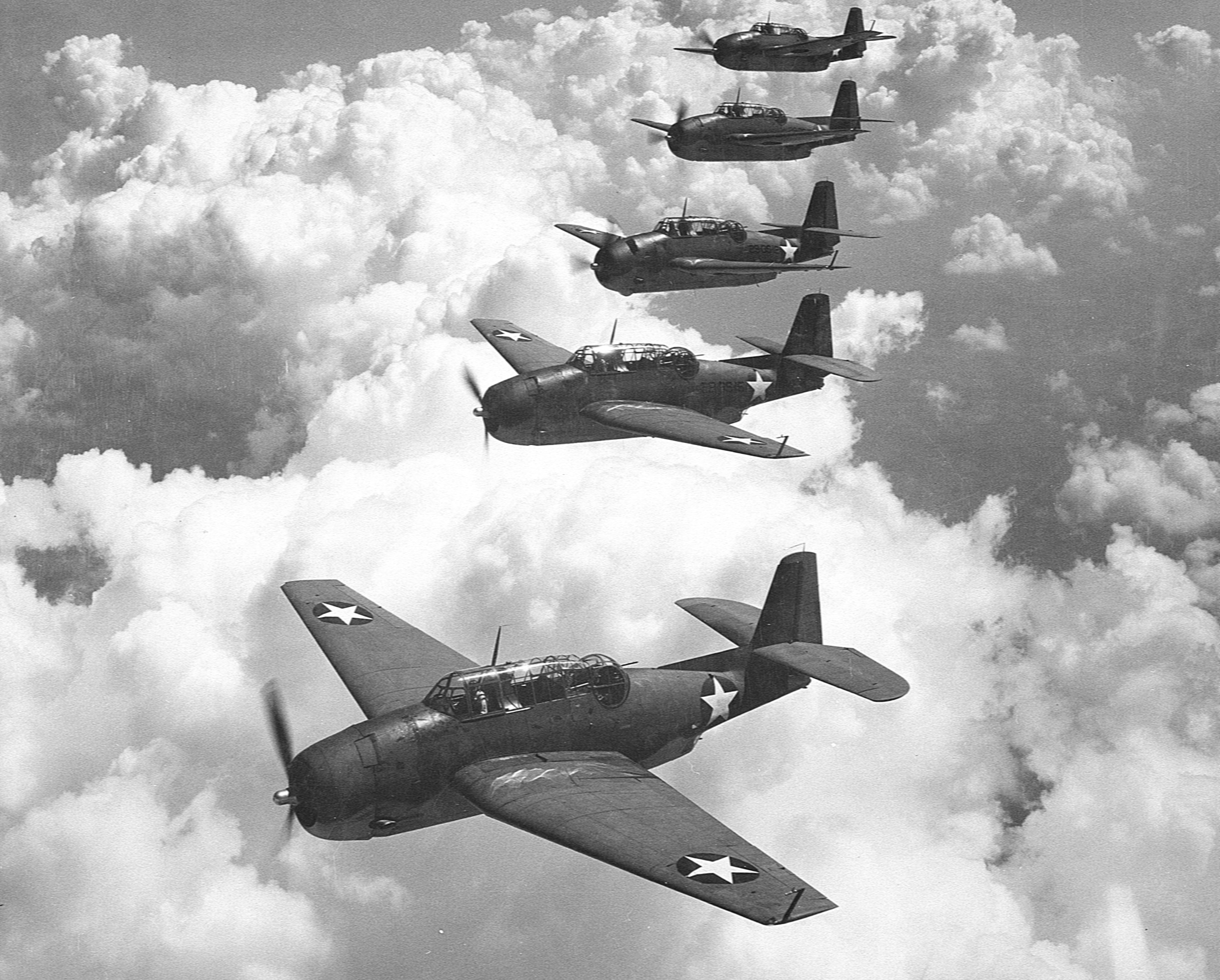
Ланка з п'яти торпедоносців ТВМ-3 «Евенджер» виконує політ строєм пеленгу

Виліт 19 (Flight 19) — навчально-тренувальний політ ланки з п'яти торпедоносців-бомбардувальників «Евенджер» 5 грудня 1945 року, що завершився втратою за нез'ясованих обставин всіх п'яти машин, а також відправленого на їх пошуки рятувального гідролітака PBM-5 Мартин «Марінер». Цей інцидент вважають одним з найбільш дивних та незвичайних не лише в історії авіації флоту США, а й в історії всієї світової авіації. Цей інцидент часто згадують у зв'язку з феноменом так званого «Бермудського трикутника».

## Політ «Евенджерів»
Літаки вилетіли з бази ВМС у Форт-Лодердейлі о 14:10. Ланку вів один з пілотів, що проходили навчання; лейтенант Тейлор зайняв місце позаду та спостерігав за правильністю виконання навігаційного завдання.
Для того, щоб з'ясувати, що відбувалося з літаками після цього, слідча комісія вивчила журнали радіозв'язку та опитала радистів, що чули повідомлення з літаків ланки та переговори пілотів між собою. Відомості про зміст цих записів суперечливі. Тут наведена хронологія за публікацією Морського історичного центру, написаної, за твердженням автора, на основі офіційних документів, і книзі І.А. Муромова «100 великих авіакатастроф».
У джерелах не наводиться даних щодо доповідей Тейлора про хід польоту до виникнення проблем або про проходження навігаційних точок маршруту, але стверджується, що з переговорів між пілотами можна зробити висновок, що бомбометання було виконано успішно.
О 15:40 (за іншими даними — приблизно о 16:00) старший інструктор лейтенант Роберт Ф. Фокс, що виконував політ над Форт-Лодердейл, почув як хтось викликає по радіо «Пауерса» (без позивних). Невідомий кілька разів запитав Пауерса про показання його компасів, через деякий час він (за іншими даними, Пауерс) сказав: «Я не знаю, де ми. Схоже, ми заблукали після останнього повороту». Після того, як Фокс встановив з ними зв'язок, з'ясувалося, що Пауерса викликав лейтенант Тейлор. Тейлор повідомив Фоксу, що він перебуває «над Кіс» (англ. «I am sure I'm in the Keys») і намагається знайти Форт-Лодердейл, але у нього вийшли з ладу обидва компаса. Зв'язок відбувався на частоті 4805 кГц і був нестійкий. Фокс, вирішивши, що Тейлор має на увазі Флорида-Кіс, порадив розгорнути літаки так, щоб сонце виявилося ліворуч, і летіти в цьому напрямку.
О 16:10 про проблеми, що виникли стало відомо базі у Форт-Лодердейлі і, приблизно в той же час, базі в Порт-Еверглейдс (підрозділ рятувальних операцій).
О 16:25 з літаками ланки вдалося вийти на зв'язок рятувальному підрозділу в Порт-Еверглейдс. Тейлор каже, що вони щойно пролетіли над невеликим островом і не бачать жодної іншої суші, потім повідомляє, що він включив аварійний радіомаяк та питає, чи не бачить його хто-небудь на радарі. Порт-Еверглейдс пропонує Тейлору передати командування пілотові літака зі справними приладами.
О 16:31 Порт-Еверглейдс чує повідомлення Тейлора: «Один з пілотів вважає, що якщо ми будемо йти курсом 270, то досягнемо берега».
О 16:45 Тейлор повідомляє базі: «Ми будемо тримати курс 030 протягом 45 хвилин, потім повернемо на північ, щоб переконатися, що ми не над Мексиканською затокою». Широкомовні радіостанції на Кубі створюють перешкоди для зв'язку на частоті 4805 кГц, тому Тейлора просять перейти на аварійну частоту 3000 Гц. Тейлор відповідає, що не може цього зробити, оскільки повинен підтримувати зв'язок з іншими літаками (англ. «I must keep my planes intact»).
О 17:00 Тейлор віддає команду літакам ланки повернути на курс 090 (на схід) на 10 хвилин. Приблизно в цей час на березі чують вигуки, імовірно, двох льотчиків ланки: «Якби ми полетіли на захід, були б вже вдома», «Чорт забирай, курс на захід».
О 17:15 Тейлор повідомляє в Порт-Еверглейдс: «Чую вас дуже слабо. Зараз летимо курсом двісті сімдесят градусів». Потім повідомляє, що вони мають намір летіти цим курсом «поки не скінчиться пальне або поки не досягнуть берега». Зв'язок з літаками нестійкий.
О 17:30 Тейлор зауважив щось ліворуч та запитав про це пілотів.
О 17:50 за допомогою радіопеленгації визначено приблизне місцезнаходження літаків — в радіусі 100 миль від точки з координатами 29°15′ пн. ш. 79°00′ зх. д. / 29.250° пн. ш. 79.000° зх. д..
О 17:54 Тейлора знову просять перейти на частоту 3000 кГц, він відповідає, що не може цього зробити, щоб не втрачати зв'язку з рештою літаками ланки.
О 18:04 Тейлор передає: «курс 270 градусів, ми недостатньо довго йшли на схід (англ. Holding course 270 degrees we didn't go far enough east)… можемо, також, розвернутися і летіти на схід».
О 18:20 Тейлор командує: «Усім літакам триматися поруч… якщо не з'явиться берег, нам доведеться приводнитися… Коли у кого-небудь залишиться менше 10 галонів, всі разом знижуємося».
О 19:04 на березі в центрі управління польотами в Маямі в останній раз чують, як один з пілотів ланки викликає лейтенанта Тейлора на його позивному.

## Політ «Марінерів»

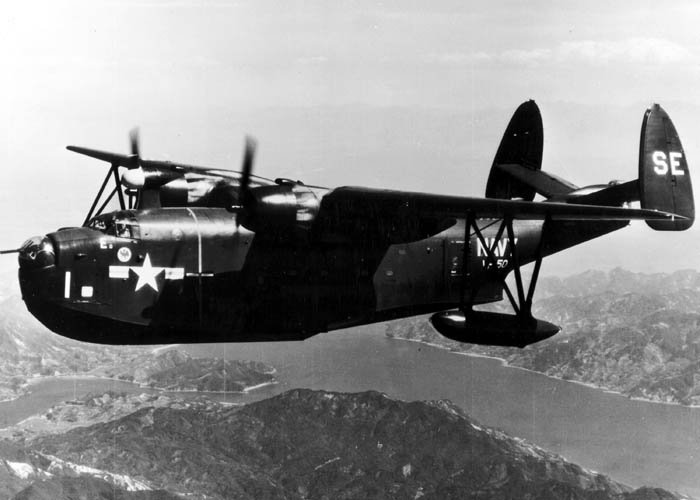
Мартин «Марінер» PBM-5.

Рятувальні літаки мали такі завдання: борт № 32 (командир молодший лейтенант Беммерлін) мав летіти прямо до центру трикутника помилок, а потім вести стандартний пошук за квадратами, борт № 49 (командир молодший лейтенант Джеффері) мав пролетіти вздовж узбережжя до широти 29 N, потім на схід до центру трикутника помилок, де мав зустрітися з бортом № 32, а потім також перейти до пошуку за квадратами. Борт № 49 передав по радіо кілька стандартних повідомлень, з яких випливало, що він наближається до місця пеленгації «Евенджерів», однак поки ще нічого не виявив. Незабаром після того, як він доповів про те, що ліг на курс 90 і зайняв ешелон 1800, зв'язок з ним перервався. О 21:20 в штаб берегової охорони надійшло повідомлення з танкера «Gaines Mills», капітан якого Ш. Стенлі доповів, що о 19:50 вони спостерігали вибух в повітрі в точці з координатами 28 градусів 59 хвилин N, 80 градусів 25 хвилин W. Вибух виглядав як стовп вогню заввишки 120 футів, який тримався протягом десяти хвилин, на воді залишилася масляна пляма, з танкера оглянули місце вибуху, але нікого не виявили. Пізніше капітан дав інші свідчення: команда спостерігала літак, який загорівся в повітрі, звалився в океан та вибухнув, крім масляної плями було багато уламків. У район вибуху були направлені борт № 32 (прибув до місця вибуху лише о 22:45 через складні метеоумови) та кораблі берегової охорони з бази Нью-Смірна, але пошуки (в тому числі з використанням радарів) нічого не дали — ні плями на воді, ні уламків вони не виявили.

## Пошуково-рятувальна операція

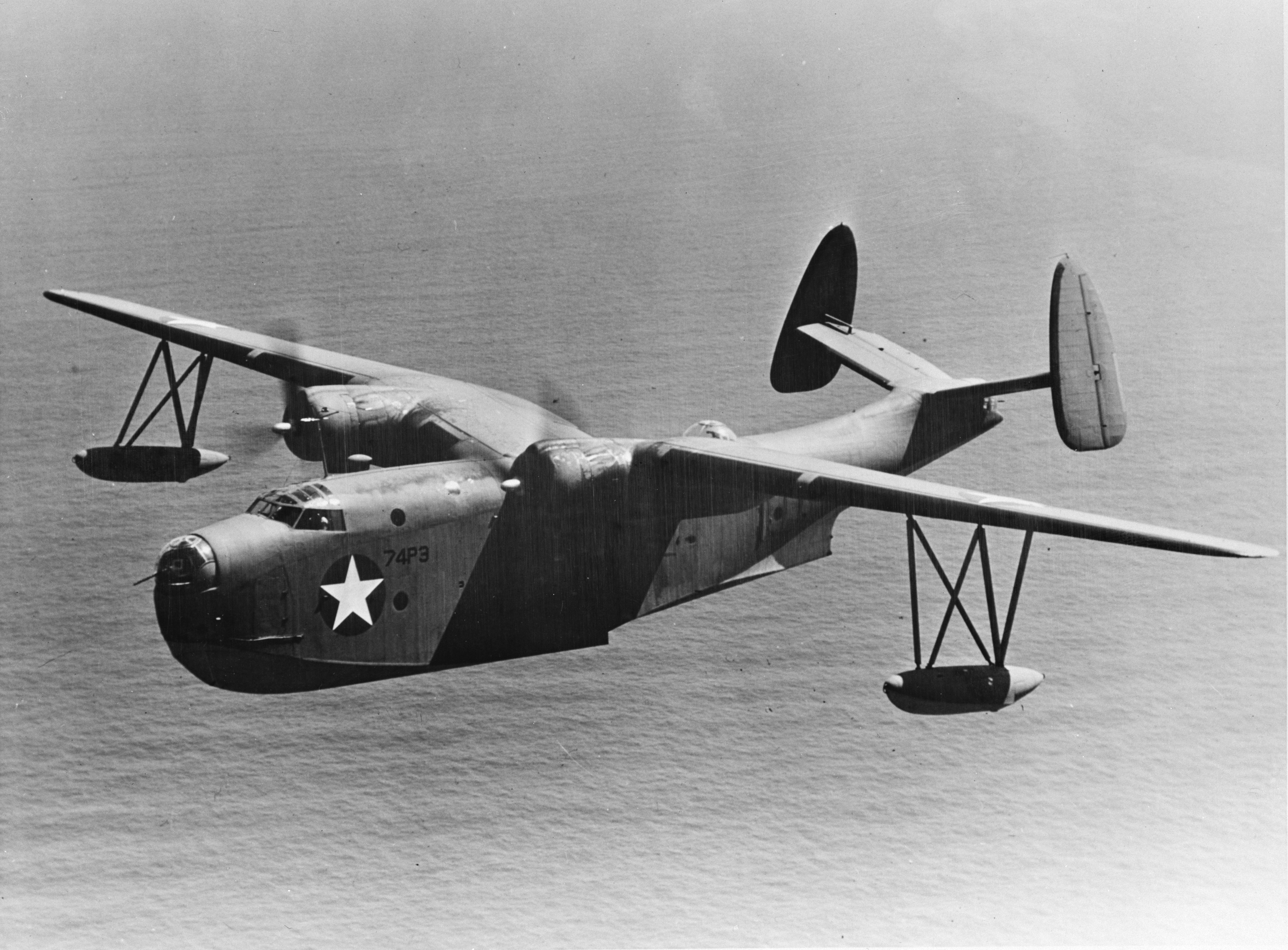
Мартин «Марінер» PBM-3 над морем. Від PBM-5 відрізнявся відсутністю радара, а також менш потужними моторами.

Багатогодинний політ борту № 32, що продовжив вночі з 5 на 6 грудня пошук, результатів не дав.
З настанням світлого часу доби була розпочата одна з наймасштабніших операцій з пошуку зниклих літаків, в ній було задіяно триста літаків армії та флоту і двадцять одне судно. Сформовані з частин національної гвардії та волонтерів пошукові партії на суші систематично перехресно обшукували узбережжя Флориди, островів Флорида-Кіс та Багамських островів. Операція була припинена через кілька тижнів, але активна фаза пошуків закінчилася достатньо швидко — 10 грудня 1945, після чого було прийнято рішення офіційно вважати всі екіпажі зниклими безвісти.